# Cmentarz żydowski w Pile
Cmentarz żydowski w Pile – założony w 1627 roku znajdował się przy obecnym pl. Domańskiego. Po powiększeniu w 1854 roku zajmował powierzchnię 0,8 ha. W 1896 roku wzniesiono dom przedpogrzebowy, powiększony następnie w 1924 roku. W połowie lat dwudziestych na cmentarzu wzniesiono pomnik żołnierzy żydowskich poległych w czasie I wojny światowej. Cmentarz został zniszczony przez nazistów w czasie II wojny światowej a na jego miejscu urządzono park. Obecnie na terenie pocmentarnym znajduje się przedszkole i sala gimnastyczna szkoły policji.